# زعفراني (لون)
الزعفراني هو لون وهو درجة من درجات الأصفر الذهبي، يشبه لون طرف قمة خيط الزعفران الذي يشتق منه التابل.

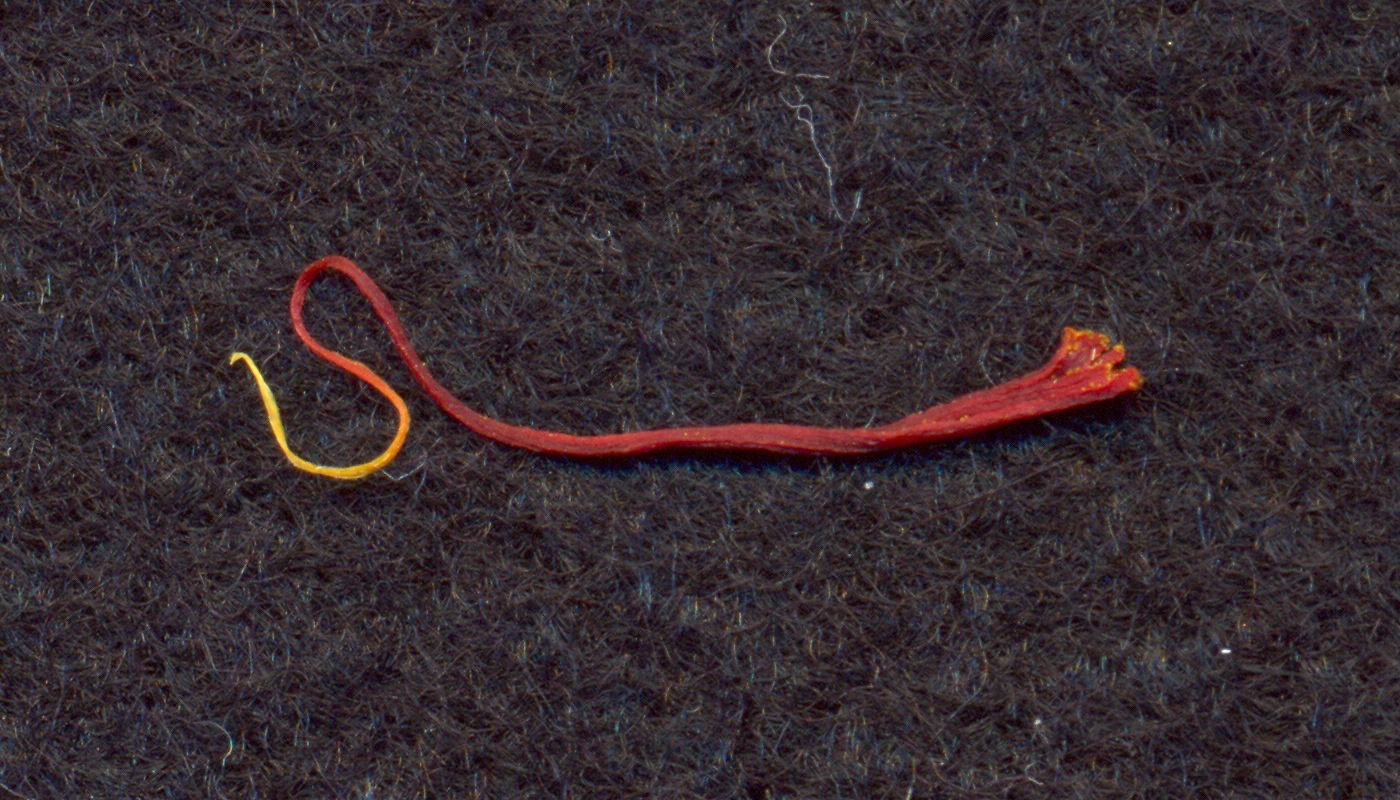
صورة مقربة لخيط نبات الزعفران (الجزء الجاف). الطول الحقيقي هو.

## معرض صور

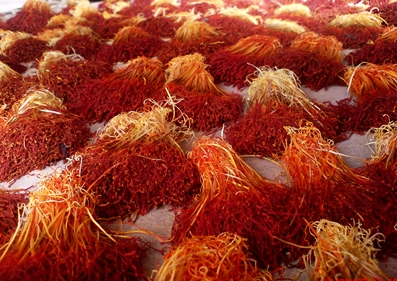
محاصيل زعفران جاهزة للتسويق
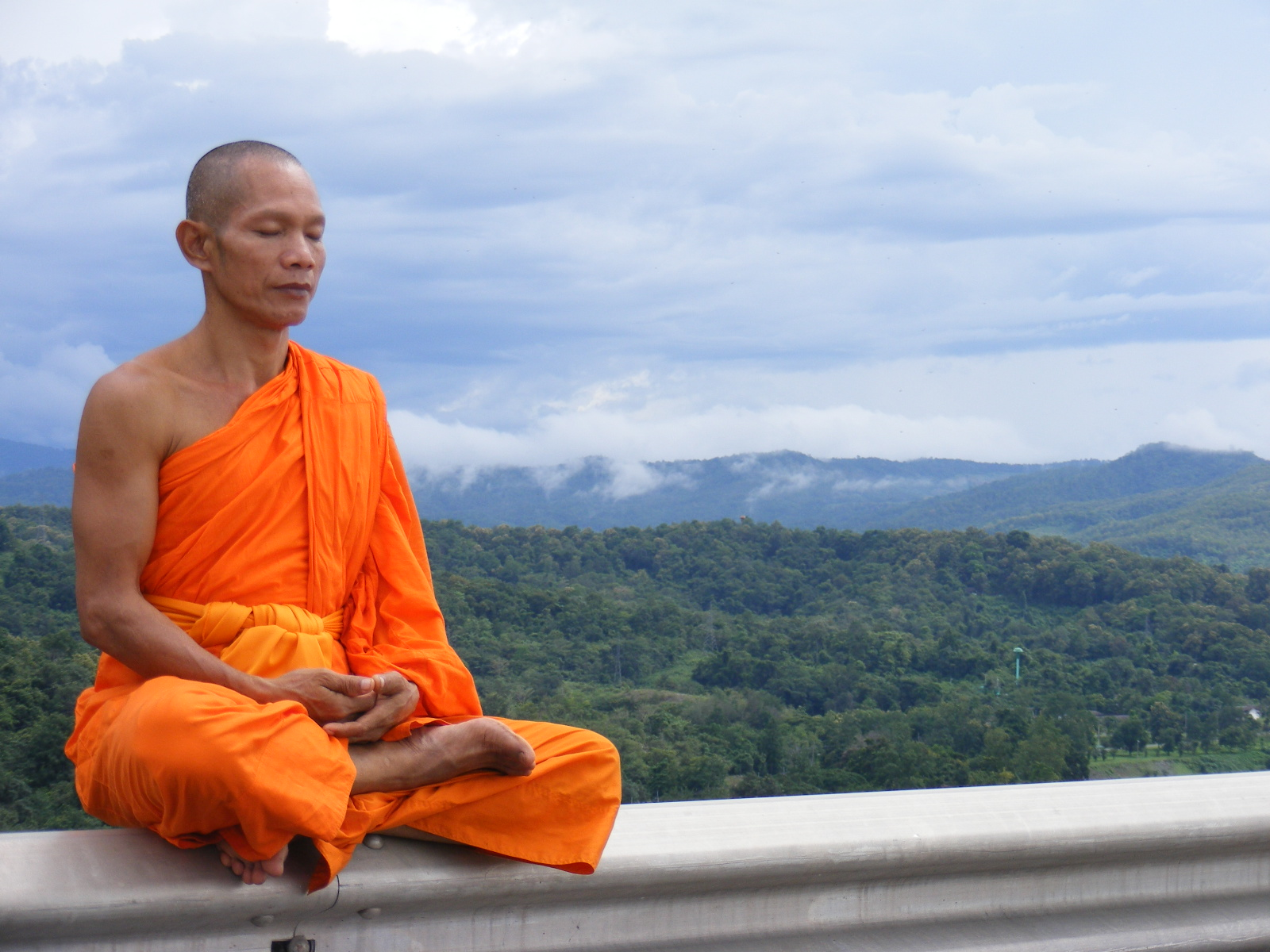
راهب بوذي من تايلاند مرتدياً السرامانيرا الزعفرانية
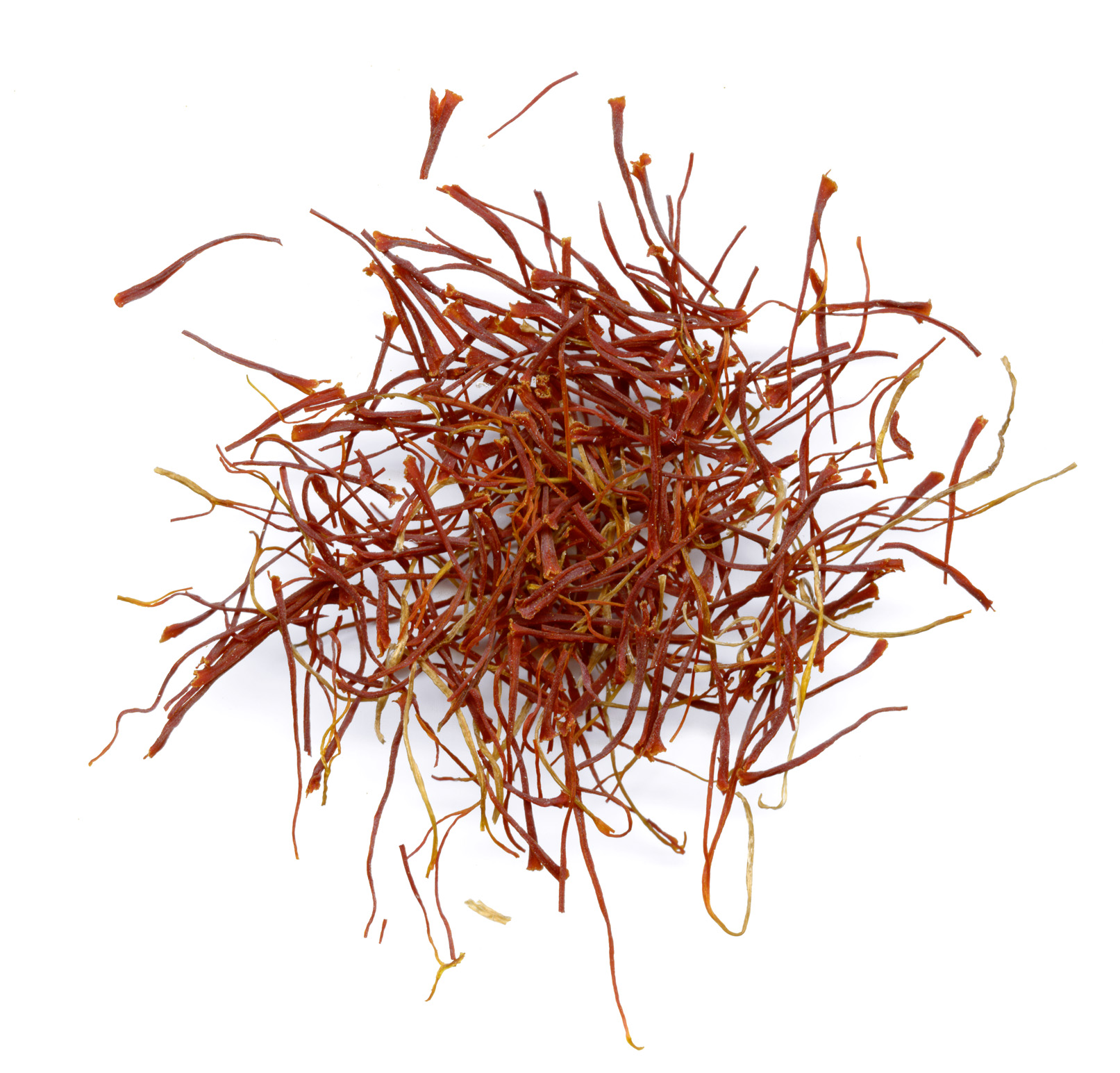
خيوط زعفران من إيران
اللون البرتقالي-الزعفراني في علم الهند
اللون الأصفر-الزعفراني في علم ميانمار